# Jochen Heck
Jochen Heck (* 27. Juli 1947 in Bremen) ist ein ehemaliger deutscher Ruderer.

## Biografie
Jochen Heck wurde 1967 Deutscher Meister im Vierer mit Steuermann und 1968 im Vierer ohne Steuermann.
Zusammen mit Manfred Weinreich, Thomas Hitzbleck und Volkhard Buchter wurde er bei den Weltmeisterschaften 1966 Sechster im Vierer ohne Steuermann. Bei den Olympischen Sommerspielen 1968 in Mexiko-Stadt belegte die Crew in der Vierer ohne Steuermann-Regatta den sechsten Platz.